# Chris Jericho

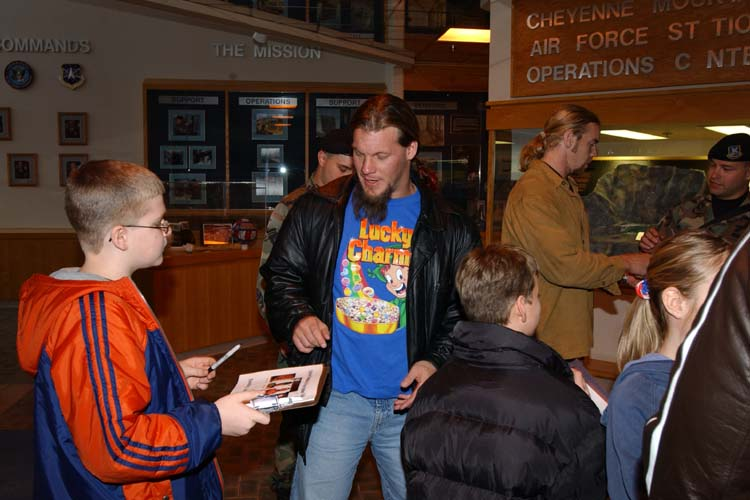
Chris Jericho

Christopher Keith Irvine (n. 9 noiembrie 1970) este un wrestler, actor, prezentator radio și cântăreț de muzică rock canadiano-american, mai bine cunoscut sub numele de ring Chris Jericho. În prezent luptă pentru compania All Elite Wrestling (AEW). Jericho a mai evoluat în federațiile World Championship Wrestling (WCW), Extreme Championship Wrestling (ECW) și în promoțiile canadiene, japoneze și mexicane. 
Deține performanța de a fi de 9 ori campion Intercontinental, primul campion Undisputed, de 5 ori campion mondial, titlul WCW de două ori și titlul WWF odată. De asemenea mai deține de nouă ori „Triple Crown Champion” și patru Grand Slam-uri. În ciuda puternicelor sale credințe religioase, numele de ring al lui Jericho nu provine de la orașul biblic Jericho, ci de la titlul unui album al formației germane heavy metal, Helloween (Walls of Jericho). În afara ringului, Jericho este liderul formației americane heavy metal Fozzy și star în documentarul despre wrestling Bloodstained Memoirs.

## Cariera în Wrestlingul profesionist

### 1990-1996
La un an după ce a absolvit universitatea, mai bine zis la vârsta de 19 ani, a intrat la școala de wrestling a fraților Hart, unde l-a cunoscut pe Lance Evers, viitorul Lance Storm. Două luni mai târziu era gata să lupte în promoțiile independente, făcându-și debutul în octombrie, 1990 împotriva lui Storm. Cei doi făceau echipă, inițial spunându-și Sudden Impact. A preluat numele de Jericho de pe albumul celor de la Halloween, „Walls of Jericho”. Jericho și Storm au lucrat pentru Tony Condello în turul din Manitoba de Nord împreună cu viitoarele superstaruri Adam Copeland (Edge), Jason Reso (Christian Cage) și Terry Gerin (Rhino). Perechea formată din Jericho și Storm a mai luptat și în promoții ca „Calgary's Canadian National Wrestling Alliance” (CNWA) și „Canadian Rocky Mountain Wrestling” (CRMW). În iarna anului 1992, a călătorit prin Mexic pentru a lupta în câteva mici companii de wrestling. Aptitudinile lui Jericho l-au dus în Japonia în 1994, unde concura pentru promoția „Wrestling and Romance” (WAR). În 1996, mulțumită unei recomandări a lui Mick Foley, Jericho a început să facă wrestling în promoția „Extreme Championship Wrestling” (ECW), câștigând titlul ECW în iunie 1996. În ECW, Chris Jericho avea să-și facă un nume în ECW luptând cu talente de top ca Taz, Rob Van Dam, Cactus Jack, Sabu, Shane Douglas și 2 Cold Scorpio. Nu a trecut mult timp până să atragă atenția celor din WCW.

## World Championship Wrestling (1996–1999)

### Cruiserweight Champion (1997–1998)
În 26 august, 1996 și-a făcut debutul în WCW, iar pe 15 septembrie a apărut la primul său pay-per-view, Fall Brawl, într-un meci împotriva lui Chris Benoit,pe vremea aceea Y2J era foarte tânǎr cu pǎrul lung dar foarte ambițios . În 28 iunie, 1997, acesta îl învinge pe Syxx în Los Angeles, California și câștigă primul său titlu la categoria ușoară (Cruiserweight Championship) pentru prima dată în WCW. Câștigă titlul din nou pe 12 august, 1997 învingându-l pe Alex Wright. Pune mâna și pe al treilea titlu, învingându-l pe Rey Misterio Jr. la „Souled Out”, forțându-l să cedeze prin mișcarea de submission Liontamer. După meci, Jericho îl atacă pe Misterio cu o cutie de unelte; Misterio rămâne în afara ringului timp de 6 luni. A avut un conflict cu Juventud Guerrera care aștepta o șansă la centura Cruiserweight. La pay-per-view-ul SuperBrawl VIII a existat un meci „Title vs. Mask” între cei doi, pierdut de Guerrera care a fost obligat să-și dea masca jos. După acest meci, Jericho a început să adune diferite trofee de la toți adversarii învinși de el, precum masca lui Guerrera. Jericho a început apoi un lung conflict cu Dean Malenko susținând că este un wrestler mai bun ca el, dar refuzând să lupte. Corespunzător maeștrilor ce folosesc tehnici în wrestling, Dea Malenko era cunoscut ca „The Man of 1000 Holds”, dar Jericho își spunea „The Man of 1004 Holds”. Pe 12 martie, 1998, un episod din WCW Thunder, Malenko a apărut pe față cu masca lui Guerrera și era pregătit să lupte cu Jericho, dar acestuia i-a fost dezvăluită fața. La „Uncensored”, Jericho luptă și îl învinge pe Malenko. După acel meci, Jericho aducea de fiecare dată în ring o poză cu Malenko pe care o insultă. Ca prioritate pentru Slamboree, a fost aranjat un meci „battle royal” pentru titlul Cruiserweight a lui Jericho, cel care câștiga avea șansă la centura. Ciclope câștigă meciul, dar imediat apare Dean Malenko deghizat pentru a avea șansă la titlu ca să-l învingă pe Jericho. Lui Jericho i-a fost luată centura pentru că era o victimă a unei conspirații plănuite. Pentru titlul rămas vacant, au luptat din nou la The Great American Bash Jericho și Malenko; Jericho își restituie centura datorită lui Malenko care a fost descalificat pentru o lovitură cu scaunul. Noaptea următoare, Malenko a fost suspendat pentru acțiunile sale. La „Bash at the Beach” Jericho a fost învins de proaspătul reîntors Rey Misterio Jr. într-un meci fără descalificări, unde Malenko a intervenit chiar dacă era suspendat . Următoarea noapte, Jericho își restituie din nou titlul de la Misterio după ce îl întrerupe pe J.J. Dillon, care în acel timp îi înmâna titlul lui Misterio. Acesta pierde însă decisiv titlul la Road Wild împotriva lui Juventud Guerrera, cu arbitru special Malenko .

### World Television Champion (1998–1999)
Pe 10 august, Jericho îl învinge pe Stevie Ray și câștigă centura World Television (Stevie Ray înlocuindu-l pe Booker T). Curând după aceasta, a început un conflict cu campionul mondial Goldberg căruia îi spunea „Greenberg”. Conflictul dintre cei doi avea să fie unul extrem, Jericho învingându-l pe Goldberg de 4 ori, dar nu și în ring conform regulilor corecte. Jericho nu a luptat niciodată corect împotriva lui Goldberg. Acesta citează reticența lui Eric Bischoff, Goldberg și Hulk Hogan de al înscrie pe el la un pay-per-view într-un meci squash împotriva lui Goldberg, meciul fiind pierdut de Jericho deși acesta simțea că va avea un mare succes. Pe 30 noiembrie, 1998 pierde titlul World Television împotriva lui Konnan. Începe un conflict cu Perry Saturn în târziul anului 1999. Acest conflict îi va implica pe cei doi în meciuri ciudate, ca cel de tip „pierzătorul trebuie să poarte rochie”, meci disputat la Souled Out și câștigat de Jericho. La SuperBrawl IX cei doi au mai luptat într-un meci asemănător, câștigat tot de Jericho . Într-un final, Saturn îl învinge pe Jericho la Uncensored într-un meci de tip Dog Collar. Avea să fie nemulțumit datorită regulilor din culise ale lui Eric Bischoff și nWo și a hotărât să plece în WWF.

## World Wrestling Federation / Entertainment

### 1999-2000
Jericho a alternat între turul din WCW și un număr de tururi japoneze înaintea debutului în „World Wrestling Federation” (WWF).
Jericho s-a inspirat din videoclipul Break the Walls Down iar Vince McMahon i-a dat voie să-l folosească ca video la intrarea în ring. Și-a făcut debutul în WWF pe data de 9 august, 1999, în Chicago, Illinois când l-a întrerupt pe The Rock care prezenta un promo, intrând în arenă proclamându-se Y2J. Apoi, Jericho a început un conflict un Chyna. A luptat cu Chyna pentru titlul Intercontinental, care l-a pierdut în fața lui Chyna la Survivor Series în 1999, câștigând însă primul titlu Intercontinental la Armageddon. Conflictul dintre cei doi a durat multe luni, incluzând și un remeci controversat pentru titlu în care au arbitrat doi arbitrii; unul declara că Jericho este câștigătorul, iar celălalt că Chyna. Pe 2 aprilie, Jericho participă într-un meci triple threat împotriva lui Chris Benoit și a lui Kurt Angle la Wrestlemania 2000. Angle intră în meci fiind campion WWF European și campion Intercontinental. Acesta nu este învins, dar pierde ambele centuri, Intercontinentala în fața lui Jericho și WWF European în fața lui Benoit. Pe 17 aprilie, ediția Raw, Jericho îl supără pe Triple H punândul într-un meci pentru centura mondială. Jericho pune pin-ul pe Triple H și obține titlul datorită unei numărători rapide făcută de arbitrul Earl Hebner. Jericho nu deține titlul mult timp fiindcă WWE nu-l recunoaște pe el ca campion. Astfel după decizia controversată, Jericho intra în conflict cu Chris Benoit care îl învinge în Smackdown! pe 4 mai și devine pentru a doua oară campion Intercontinental, dar pierde titlul tot în fața lui Benoit peste patru zile la Raw. Popularitatea lui Jericho a crescut rapid după ce a început conflictul cu Triple H și cu soția acestuia, Stephanie McMahon-Helmsley. Fanii s-au delectat când Jericho a insultat-o pe Stephanie McMahon și i-a aruncat o plăcintă în față. Conflictul a ajuns până la Fully Loaded unde Jericho pierde în fața lui Triple H un meci „last man standing” , datorită multelor ocazii ale soției sale de al ajuta, în special în momentele finale.

### 2001-2002
La Royal Rumble 2001, Jericho îl învinge pe Chris Benoit într-un meci Ladder și câștigă centura intercontinentală pentru a treia oară. Apoi, la WrestleMania X-Seven și-a apărat cu succes titlul în fața lui William Regal , dar pierzându-și titlul patru zile mai târziu în fața lui Triple H. La Judgement Day, Jericho și Benoit câștigă meciul și obțin o șansă la centurile pe echipe. Cei doi înving și Jericho obține pentru prima dată centurile la echipe. Aceștia pierd însă titlurile o lună mai târziu în fața celor de la Dudley Boyz pe 19 iunie, 2001. Între timp lui Jericho îi este amintit de către The Rock că încă nu a pus mâna pe centura mondială, iar Jericho ajunge să-l înfrunte pe The Rock la No Way Out pentru centura WCW, după ce l-a învins pe Rob Van Dam într-un contender match. Jericho câștigă meciul și devine campion WCW, iar în seara următoare devine alături de The Rock campion la echipe după ce îi învinge pe Dudley Boyz, devenind campion la dublu. După ce și-au pierdut titlurile la echipe în fața lui Booker T și Test, cei doi și-au continuat conflictul. La Raw, pe 5 noiembrie, The Rock recâștigă titlul de la Jericho dar acesta îl atacă cu un scaun de metal. Pe 9 decembrie la Vengeance, Jericho îi învinge pe The Rock și pe Stone Cold Steve Austin, câștigând ambele centuri WCW și WWF devenind primul campion Undisputed. Nu și-a pierdut centurile nici la următoarele două pay-per-view-uri Royal Rumble (vs The Rock) și No Way Out (vs Stone Cold Steve Austin). Aceste titluri avea să le piardă în fața lui Triple H la WrestleMania X8. După ce și-a pierdut centurile, Jericho a devenit membru al Smackdown! și și-a continuat disputa cu Triple H până la Judgement Day unde Jericho a pierdut într-un meci de tip Hell in a Cell . Scurt timp după aceea, Jericho a fost transferat în Raw, unde a câștigat centura Intercontinentală deținută de Rob Van Dam și a făcut echipă cu Christian pentru a captura centurile la echipe de la Kane și The Hurricane pe 14 octombrie, 2002.

### 2003-2005

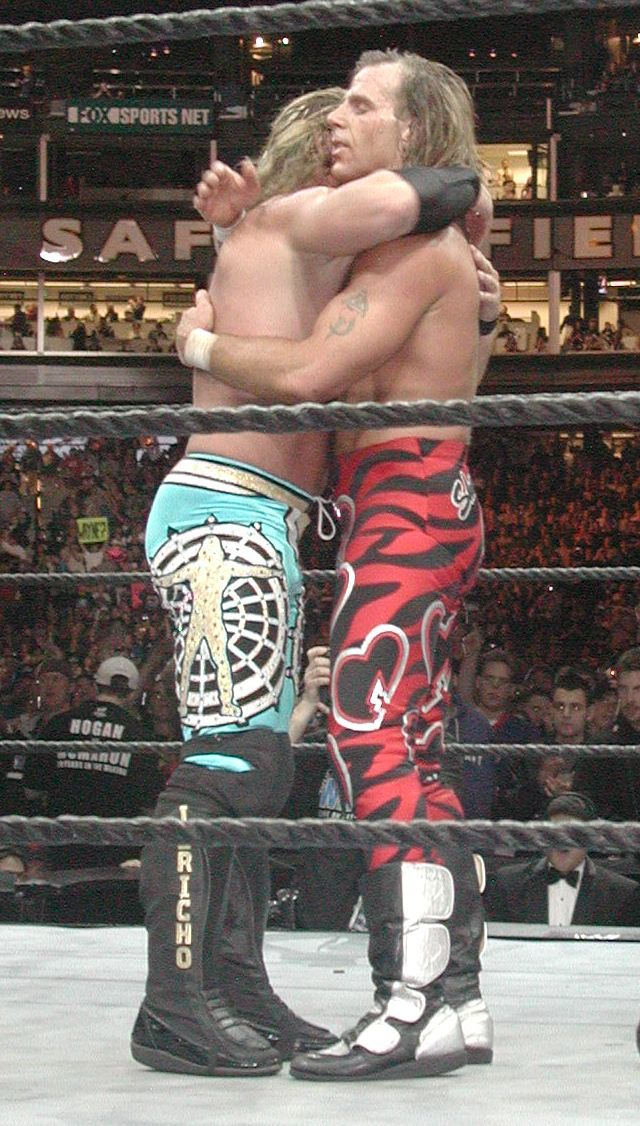
Chris Jericho şi Shawn Michaels după meciul lor de la Wrestlemania XiX în martie 2003

Pe 13 ianuarie, 2003, Jericho câștigă un meci de calificare pentru meciul Royal Rumble împotriva lui Kane, RVD și Batista, unde își putea alege singur numărul de intrare. Acesta intră al doilea fiind față în față cu Shawn Michaels, cel care îl provocase să arate că este mult mai bun decât el. Jericho îl elimină pe Michaels, dar acesta se răzbună mai târziu când din cauza sa Jericho este eliminat de Test. Conflictul dintre cei doi a fost purtat până la Wrestlemania XIX, unde Shawn Michaels a fost victorios,Y2J atacându-l după meci pe Shawn Michaels.
. După aceasta, Jericho a început un conflict cu Goldberg până la pay-per-view-ul Bad Blood unde Goldberg îl învinge pe Jericho. În târziul anului 2003, Jericho a început o relație cu Trish Stratus deoarece partenerul său, Christian, a început una cu Lita. Stratus s-a despărțit de Jericho dar acesta a încercat să repare relația salvând-o de Kane. Stratus a explicat că cei doi îi pot fi doar prieteni. Când Christian a fost pus într-un meci cu Stratus, aceasta a fost prinsă în Walls of Jericho. Jericho a vrut să obțină răzbunare, ceea ce a condus la un meci la Wrestlemania XX. Christian câștigă meciul datorită lui Stratus care, din greșeală l-a lovit pe Jericho, crezând că este Christian. După acest meci, Stratus a dezvăluit că are o relație cu Christian. Această dezvăluire a condus la un meci handicap la Backlash, unde Jericho a fost învingătorul. Acesta mai câștigă pentru a șaptea oară titlul Intercontinental la Unforgiven împotriva aceluiași Christian, dar este deținută puțin deoarece o pierde împotriva lui Shelton Benjamin la Taboo Tuesday. Jericho a fost apoi în echipă cu Randy Orton, Chris Benoit și Maven împotriva lui Triple H, Batista, Edge și Snitsky la Survivor Series. Echipa lui Jericho a fost învingătoare și li s-a permis ca toți să fie manageri generali ai Raw-lui în următoarele 4 săptămâni. La New Year's Revolution, Chris Jericho a participat într-un Elimination Chamber alături de Triple H, Chris Benoit, Batista, Randy Orton și Edge pentru centura mondială vacantă, Shawn Michaels fiind arbitru invitat special. Jericho a început meciul împotriva lui Chris Benoit, dar a fost eliminat de Batista.  La WrestleMania 21, a participat pentru prima dată într-un meci Money in the Bank contra lui Benjamin, Chris Benoit, Kane, Christian și Edge, acesta pierde meciul, câștigătorul fiind Edge . La Backlash, Jericho îl provoacă pe Shelton Benjamin să-și pună titlul Intercontinental la bătaie, dar nu reușește să-l câștige. Pe 12 iunie 2005, luptă pentru prima dată în pay-per-view-ul ECW, One Night Stand împotriva lui Lance Storm. Pierde meciul din cauza intervențiilor lui Jason și Justin Credible. Mai târziu în aceeași lună, Jericho și-a îndreptat atenția către centura deținută de Cena. Pierde însă un meci în trei pentru centura WWE la Vengence,participant mai fiind și Christian. Conflictul cu Cena continuă toată vara, iar Jericho pierde încă un meci pentru centură la Summer Slam. În următorul Raw, Jericho l-a înfruntat pe Cena într-un meci You're Fired (Ești concediat!), un meci care se bazează pe regula „cel care pierde este concediat”. Jericho pierde meciul, iar managerul general Eric Bischoff îl escortează afară din arenă cu ajutorul securității. Site-ul oficial WWE a confirmat că Chris Jericho a semnat un contract pe termen scurt pentru a rămâne cu compania, până contractul pe termen lung expiră, dar acesta trebuia să fie expirat de când pierduse în fața lui Cena pe 22 august. Pe 25 august Jericho a anunțat plecarea din WWE iar pe site-ul său oficial afirma că în 15 ani de wrestling a fost distrus mental și că nu mai are ce căuta în această afacere. A spus că meciul „You're Fired” a fost ultimul pentru el, dar nu a spus că a terminat și cu wrestling-ul sau WWE, iar dacă se va întoarce, o va face în WWE. Pe site-ul oficial a adăugat informații despre turul cu formația Fozzy, despre cariera de actor, despre găzduirea show-lui de radio „XM Radio”, despre apariția sa pe VH1 în Best Week Ever și despre postul de comentator pe MuchMusic's Video.

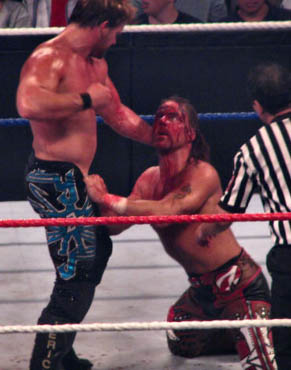
Jericho vs Shawn Michaels la „The Great American Bash”

## Reîntoarcerea în WWE

### RAW 2007-2009
Reîntoarcerea lui Jericho în WWE a fost prezisă de promouri din data de 24 septembrie, 2007, folosind un video virtual ce conținea o serie de coduri binare, exact ca cele din Matrix. Textele „Save us” și „2nd coming” erau evidente. Jericho își face apariția în WWE pe 19 noiembrie 2007, ediția Raw, unde îl întrerupe pe Randy Orton în timpul ceremoniei primirii torței. Acesta dezvăluie că s-a întors în WWE pentru a pune mâna pe centura WWE și ai scăpa pe fanii WWE de Orton. Jericho a luptat prima dată pe 26 noiembrie, ediția Raw împotriva lui Santino Marella folosind o nouă mișcare numită Codebreaker. La primul său pay-per-view, Armageddon, a avut o șansă la titlul WWE dar a câștigat prin descalificare datorită intervenției lui JBL. Ca rezultat, Orton și-a păstrat centura. Jericho a început un conflict cu JBL întâlnindu-se față în față la Royal Rumble, unde Jericho pierde meciul fiindcă îl lovește pe JBL cu scaunul de metal. La No Way Out participă în Elimination Chamber alături de Triple H, Shawn Michaels, JBL, Umaga și Jeff Hardy. Jericho a fost al treilea om eliminat de Hardy. La Raw, pe 10 martie, acesta capturează pentru a noua oară titlul Intercontinental de la Jeff Hardy. Tot la Raw pe data de 9 iunie, Jericho înnebunește atacându-l pe Michaels în timpul show-lui personal „The Highlight Reel”.  La Night of Champions pierde titlul Intercontinental în fața lui Kofi Kingston după ce a fost distras de Shawn Michaels cu care a început un conflict aprig . Ultimul show The Highlight Reel găzduit de Jericho a avut loc la Raw pe 28 iulie. La „Unforgiven”, Jericho pierde un meci „Unsanctioned” împotriva lui Michaels dar în evenimentul principal îl înlocuiește pe CM Punk și reușește să obțină titlul mondial. Pe 22 septembrie, la Raw continuă să dețină titlul mondial după ce câștigă un meci în cușcă cu CM Punk. Mai târziu acesta anunță că își va apăra titlul la No Mercy împotriva lui Shawn Michaels. A reușit să-și apere centura cu succes după meciul Ladder cu Michaels. La Cyber Sunday, Jericho pierde titlul împotriva lui Batista cu arbitru special, Stone Cold Steve Austin . Opt zile mai târziu, la un episod special din Raw reușește să-l învingă pe Batista într-un meci în cușcă obținând din nou titlul. Jericho pierde din nou centura în fața lui John Cena la Survivor Series 2008. Pe 8 decembrie la Raw, Chris Jericho câștigă un premiu Slammy la categoria Superstarul Anului. Pe data de 12 ianuarie, 2009, la Raw Jericho s-a implicat într-o poveste despre acțiunile dorite și meritate de el, astfel vice-președintele executiv al WWE Stephanie McMahon îl concediază. Este reangajat peste o săptămână de McMahon, după o scuză forțată față de ea și de fani. O săptămână mai târziu se califică pentru „Elimination Chamber” de la „No Way Out” pentru că l-a învins pe CM Punk. La No Way Out a început meciul împotriva lui Rey Misterio și a supraviețuit până când au rămas doar trei, fiindcă l-a eliminat pe Mike Knox și a ajutat la eliminarea lui Kane și John Cena. A fost pus la pin de Rey Misterio. A început apoi un conflict cu actorul din filmul „The Wrestler”, Mickey Rourke și cu toate legendele. I-a provocat și atacat pe Ric Flair, Roddy Piper, Jimmy Snuka și Ricky Steamboat. Jericho a câștigat un meci la Wrestlemania XXV împotriva lui Snuka, Steamboat și Piper. Ric Flair sa enervat și a intrat în ring unde Jericho i-a aplicat un Codebreaker, apoi l-a provocat pe Mickey Rourke care l-a lovit cu un elbow în ceafă, „scoțându-l din joc” pe Jericho.

### SMACKDOWN 2009
- Chris Jericho este mutat în Smackdown iar el face echipă cu Edge la The Bash în 2009 și reușesc să câștige centurile la echipe unificate de la The Legacy și The Colons,dar Edge este trădat de Jericho la RAW unde Edge se accidentează la tendonul lui Ahile iar Jericho îl alege ca partener pe The Big Show unde aceștia la Night Of Champions în 2009 reușesc să își păstreze titlurile unificate la echipe împotriva celor din The Legacy aceștia își țin centurile până în decembrie 2009 unde JeriShow pierd centurile în fața celor din D-Generation X iar această echipă se destramă.

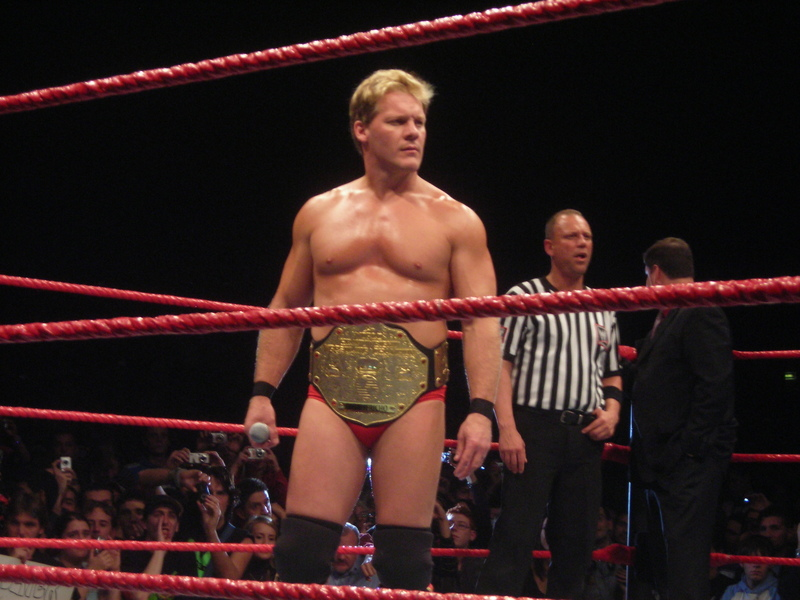
Jericho ca campion mondial în noiembrie 2008

### SMACKDOWN 2010
La Royal Rumble Jericho intră al 29-lea luptător iar Edge se întoarce după o accidentare de 6 luni și Jericho este speriat și Edge reușește să câștige primul Royal Rumble din istoria lui. 
La SmackDown Chris Jericho are un meci împotriva lui Undertaker în care Edge este comentator iar Undertaker și Jericho ajung în afara ringului să se lupte,Edge îl privește pe Undertaker dar ,,Mortul Viu,,îl lovește cu un big boot în față pe superstarul necenzurat Edge,iar Undertaker îi pregătește lui Jericho un last ride pe care reușește să îl facă iar Edge intervine în meci furios pe Undertaker unde îl execută cu un spear(suliță) iar Jericho îl numără până la 3 pe Undertaker unde iese câștigător.
La Elimination Chamber Chris Jericho face parte din acest meci pentru titlul mondial al greilor pe care îl deține Undertaker din acest meci mai fac parte John Morrison, R-Truth, Rey Mysterio și CM Punk în acest meci Jericho mai rămâne în cușcă decât cu Undertaker dar Shawn Michaels intervine în acest meci unde îi face un Sweet Chin Music lui Undertaker și Jericho îl numără până la 3 și devine campion mondial al greilor. La SmackDown conflictul dintre Jericho și Edge de abia începe,Y2j îl invită la emisiunea lui Highlight Reel pe 12 martie Edge îl lovește pe Jericho și se pregătește să-i dea o suliță lui Jericho dar campionul mondial Y2J îl lovește cu centura în cap pe Edge pentru că acești doi luptători se vor înfrunta la WRESTLEMANIA XXVI pentru titlul mondial al greilor pe care îl deține Chris Jericho. Jericho îl învinge pe Edge la Wrestlemania.

### RAW 2010
După aceea Chris Jericho a fost draftat în RAW unde a făcut echipă cu Miz împotriva celor de la Hart Dynasty. O lună mai târziu a pierdut meciul cu Evan Bourne de la Fatal 4-Way, și noaptea următoare, el a câștigat o revanșă, unde a pus pariu pe cariera sa la data de 19.07 la un episod din RAW, Jericho a fost agresat de către Nexus, Jericho părea să se confrunte atunci când s-a dovedit a făcut echipă cu Edge rivali, John Morrison, R-Truth, The Great Khali și Bret Hart într-o echipă condusă de John Cena pentru a face față Nexusului la Summerslam. Cu toate acestea Jericho l-a criticat pe Cena din cauza formării echipei sale. La două săptămâni după aderarea lui Cena, Jericho a pierdut un meci,cine pierde iese din echipa de la Summerslam meci cu Cena. După meci, Cena i-a mai dat o șansă dar Jericho a refuzat. Ulterior, el și Edge(care au părăsit echipa de la Summerslam mai devreme în noaptea aceea) apar diferențele și apare alianța lor, înainte ca Director General Manager RAW a declarat că cei doi o să se confrunte cu Bret Hart și John Cena săptămâna viitoare, cu Nexus ca Lumberjacks. Meciul a fost condus no-contest după ce Nexus a încercat să-l atace pe Cena și Hart până când Morrison, R-Truth, Edge și Jericho i-au alungat din ring. La Summerslam Daniel Bryan l-a înlocuit pe Khali(care a fost atacat de Nexus săptămâna precedentă la RAW) iar echipa lui Cena a învins Nexusul. Curând după aceea, Jericho s-a dovedit a fi unul dintre candidații pentru centura WWE deținută de Sheamus într-un Six Pack Challenge la Night of Champions. Două săptămâni mai târziu la RAW, el a pierdut locul din eveniment după ce a pierdut un meci cu John Morrison după ce RAW General Manager a ordonat că dacă Jericho pierde nu va participa la eveniment, ca urmare a ceea ce s-a întâmplat săptămâna precedentă când Jericho a plecat dintr-un meci 5 vs 5 Elimination împotriva celor din Nexus. Cu toate acestea pe 13 septembrie la RAW, Jericho a fost re-admis după ce a învins Dinastia Hart într-un Handicap 2 vs 1 Steel Cage Match. Cu toate acestea, la eveniment, Jericho a fost eliminat primul din Six Pack Challenge. După aceea la RAW Jericho a pierdut din nou cu Morrison, iar într-un backstage Jericho a declarat că va juca în meciul Hell in a Cell pentru centura WWE dar Randy Orton i-a propus că dacă îl bate săptămâna viitoare la RAW poate să joace în meci, iar între cei doi a început un feud.La ediția din RAW 27 09 2010,Chris Jericho primește o lovitură cu tibia în cap de la Randy Orton.Acesta ajunge în spital,zăcând într-un pat(kayfabe).Contractul lui expirase în acea seară.

### 2012
La RAW-ul de pe 2 ianuarie 2012, în urma unor promo-uri lansate din noiembrie intitulate "It Begins",Chris Jericho revine în WWE după 15 luni,revenind în aceeași manieră ca în ultimele sale 2 reveniri.După mai multe săptămâni de tăcere,Chris Jericho a vorbit pentru prima dată la ultimul RAW înainte de Royal Rumble,spunând că va fi sfârșitul lumii și că va câștiga Royal Rumble-ul anul acesta. 

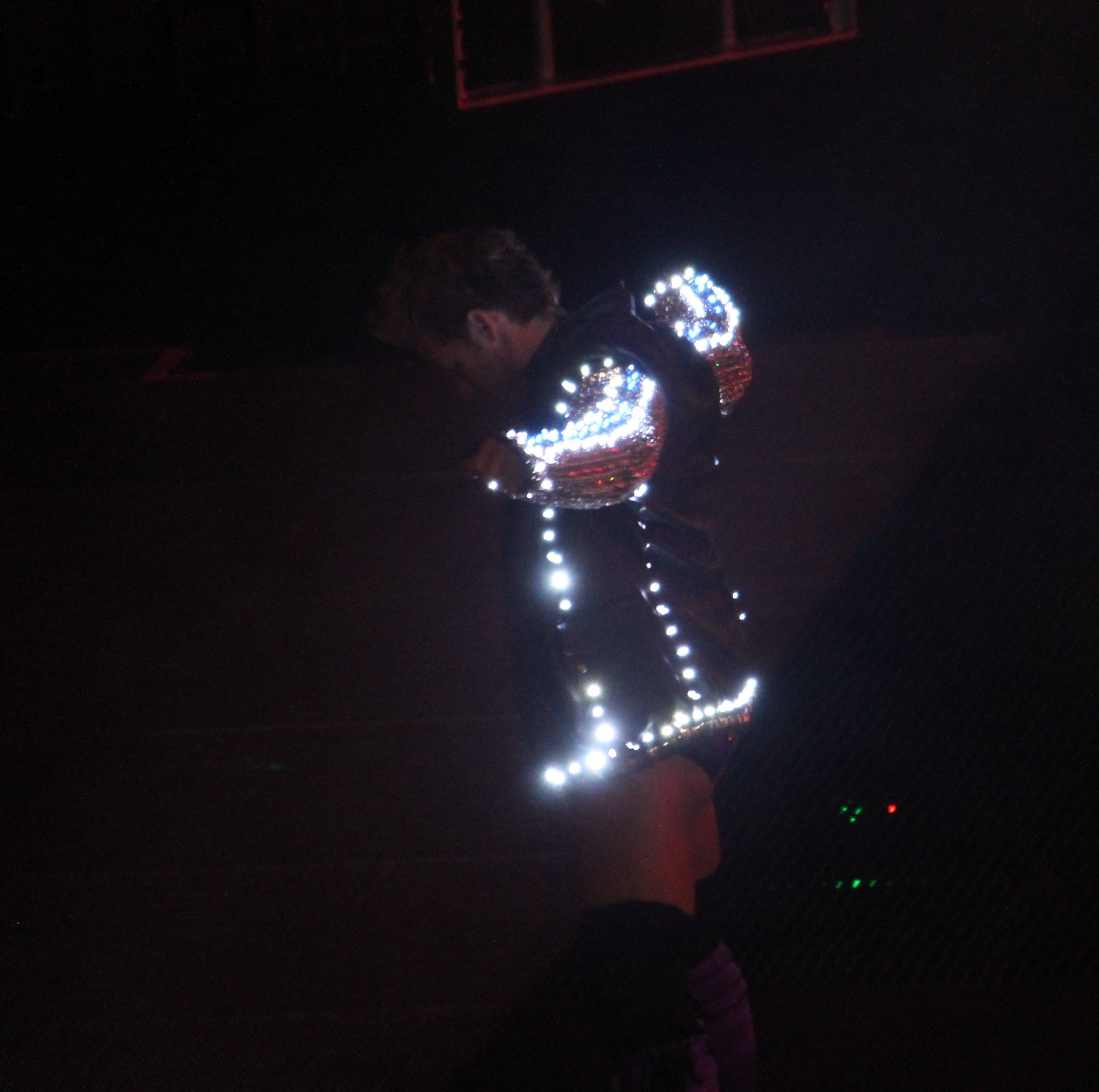
Chris Jericho revenind în WWE după 1 an și jumătate de absență.

La Royal Rumble, Chris Jericho a fost ultimul eliminat de către Sheamus, Sheamus câștigând ediția din anul acela. La ediția de pe 30 ianuarie a RAW-ului, Jericho intervine în meciul dintre campionul WWE CM Punk și campionul World Heavyweight Daniel Bryan, cauzând o descalificare în favoarea lui Bryan și atacând-ul pe CM Punk, devenind heel.
În săptămânile ce urmează, Jericho își explică acțiunile sale asupra campionului WWE,spunând că acesta este imitat de toți wrestlerii din backstage,și că Punk este cel mai fals wrestler din companie,spunând că el este cu adevărat "Cel mai bun din lume".
La Elimination Chamber 2012, a luptat pentru centura WWE Championship în camera eliminări, eliminândui pe Kofi și Ziggler dar fiind eliminat de Punk. La Raw următor a caștigat un Battle Royal obținând o șansă pentru a lupta cu CM Punk la WrestleMania XXVIII pentru titlu, dar la eveniment nu a reușit să îl bata pe Punk. La Extreme Rules au luptat într-un Chicago Street Fight Match dar a fost din nou învins de Punk. La Over the Limit 2012 a avut a patra șansă consecutiva pentru o centura înfrântânduse cu Randy Orton, Del Rio și Sheamus dar Sheamus a câștigat lupta. Pe 24 mai a fost suspendat 30 de zile de WWE pentru niște incidente care sa-u petrecut într-un Tour făcut de WWE în Brazilia.
Pe 25 iunie, în ediția de Supershow RAW, și-a făcut întoarcerea, întrerupând-ul pe John Cena, și a anunțat că el însuși este al treilea care a intrat în lupta de la Money in the Bank pentru servieta RAW. In aceeasi seara, a avut o lupta impotriva lui Cena dar a terminat prin descalificare după ce Big Show l-a atacat pe Cena. În cadrul evenimentului Money in the Bank, nu a putut câștiga lupta, fiind John Cena câștigătorul. În luna iulie, Jericho a început o rivalitate cu Dolph Ziggler. La SummerSlam, a reușit să-l înfrângă pe Dolph Ziggler după ce l-a predat cu un Liontamer. Următoarea noapte la RAW, Ziggler a cerut o revanșă, astfel că managerul general al RAW, AJ Lee, a organizat o luptă în aceiași noapte în care Ziggler paria contractul său pentru World Heavyweight Championship Money in the Bank și Jericho cariera sa în WWE. În cele din urmă, Ziggler a reușit să obțină victoria păstrând servieta și terminând cariera lui Jericho (Kayfabe) în WWE, totuși după luptă la atacat pe Ziggler cu servieta aplicând-ui un Codebreaker, lăsând compania pentru a treia oară.

## Viața Personală
Tatăl său este Ted Irvin, un jucător de hochei în Liga Națională.
Jericho își împarte timpul între casele sale din Los Angeles, California și Tampa, Florida. Soția lui Jericho se numește Jessica Lee Lockhart, cu care are un fiu pe nume Ash Edward Irvine (n. 24 septembrie 2003) și două fiice gemene, Cheyenne Lee Irvine și Sierra Lorreta Irvine (n. 18 iulie 2006). Jericho a fost introdus în Wrestling „Hall of Fame-ul” canadian pe data de 25 septembrie, 1997. Acesta a fost premiat cu ordinul „Buffalo Hunt” pe 5 iulie, 2004 la o ceremonie ținută în  Manitoba pentru realizările sale în wrestling-ul profesionist. În 2008, când lupta împotriva lui Michaels la No Mercy, și-a spart unul dintre dinții din față după ce a fost lovit cu o scară; dintele stricat a fost fixat.

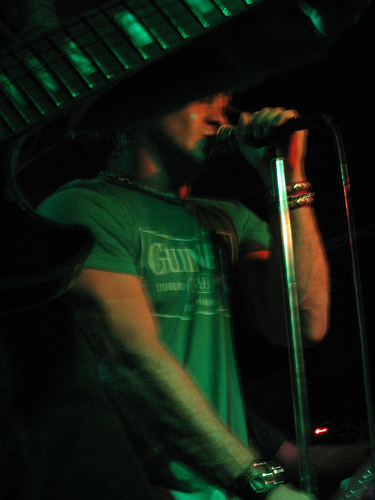
Chris Jericho interpretând pe şcenă în 2005 alături de Fozzy

### Alte mijloace media
Jericho este liderul formației heavy metal „Fozzy”. În 2000, o bandă VHS documentează cariera lui Jericho, lansată și intitulată Break The Walls Down. Are emisiune radio săptămânală denumită „Rock of Jericho” din martie 2005, difuzată pe „XM Satellite Radio”. Pe 12 iulie, 2006 își face apariția la show-ul Attack of the Show! de pe canalul G4. În mai 2006 apare ca comentator pe VH1 la show-ul „40 Greatest Metal Songs”. Jericho a debutat ca actor în comedia plasată pe șcenă „Opening Night”. Tot Jericho a fost primul wrestler intervievat în documentarul despre wrestling Bloodstained Memoirs. Acesta apare de asemenea la Larry King Live pe 9 iulie, 2007 pentru a discuta despre sinuciderea și dubla crimă a lui Chris Benoit.  A mai apărut la emisiunea lui Larry pentru a discuta despre conflictul din viața reală cu Mickey Rourke. Jericho a scris o autobiografie numită „A Lion's Tale” lansată în 2007 ce a avut succes la vânzări. Acesta va interpreta în filmul din 2009 Albino Farm.

## În Wrestling

### Mișcări semnătură și de final
- Breakdown (Full nelson facebuster)[55] – 2001–2005
- Codebreaker (Double knee facebreaker) - 2007–
- Lionsault (Springboard moonsault)
- Liontamer (Elevated Boston crab)
- Walls of Jericho (Elevated Boston crab)
- Armbar
- Backhand chop
- Diving European uppercut
- Double powerbomb pin
- Double underhook, transitioned into either a backbreaker sau un powerbomb
- Flashback (Sleeper slam)
- Giant swing – WCW
- Leapfrog body guillotine, to an opponent draped over the second rope, with theatrics
- Jericho Spike (Hurricanrana, câteodată din vârful funiei)
- Jericho steps, pe pieptul unui oponent cu un singur picior într-o încercare de a pune pinul.
- Missile dropkick
- One–handed bulldog
- Spinning wheel kick
- Springboard dropkick unui oponent de pe apron
- Springboard plancha
- Standing, leg–feed, sau running enzuigiri

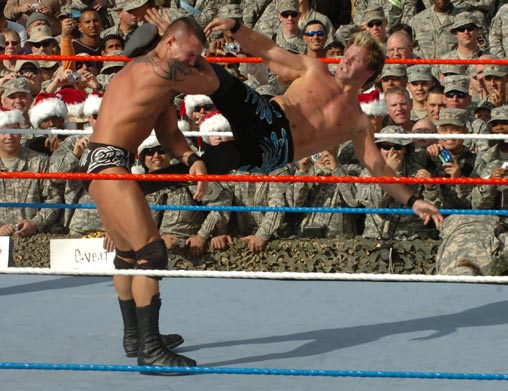
Jericho aplicând un enzuigiri pe Randy Orton

### Manageri
- Curtis Hughes
- Ralphus
- Stephanie McMahon
- Trish Stratus
- Lance Cade
- Ric Flair

### Porecle
- „Y2J”
- „The Sexy Beast”
- „The Ayatollah of Rock 'n' Rolla”
- „Lionheart" (Mexico / Japan / ECW / WCW)
- „The Man of 1,004 Holds” (WCW)
- „The King of the World”
- „The King of Bling–Bling”
- „The Savior of the WWE”
- „The Living Legend”
- „The Codebreaker”

### Teme intrare în arenă
- „Rock America” de Danger Danger (SMW)
- „Soul-Crusher” de White Zombie (ECW)
- „Electric Head Pt. 2 (The Ecstasy)” de White Zombie (ECW)
- „The Days of My Life” (WCW) (Versiunea instrumentală a melodiei)
- „California Sun” (WCW)
- „One Crazed Anarchist” de la Aircraft Music Library (WCW)
- „Break the Walls Down” interpretată de Adam Morenoff și compusă de Jim Johnston și Adam Morenoff (WWF/E)
- „King of My World” interpretată de Saliva și compusă de Jim Johnston (WWE; 2002)
- „Don't You Wish You Were Me?” de Fozzy (WWE; 2005)

## Centuri deținute în trecut
- Consejo Mundial de Lucha Libre
  - Centura NWA World Middleweight (deținută 1)
- Extreme Championship Wrestling
  - Centura ECW World Television (deținută 1)
- Pro Wrestling Illustrated
  - PWI Reîntoarcerea anului (2008)
  - PWI Conflictul anului cu Shawn Michaels (2008)
  - PWI Cel mai detestat wrestler al anului (2002, 2008)
  - PWI l-a clasat pe locul 4 din 500 cele mai bune melodii ale wresteleriilor în PWI 500 în 2002
- World Championship Wrestling
  - Centura WCW Cruiserweight  (deținută de 4 ori)
  - Centura WCW World Television (deținută 1)
- World Wrestling Federation / World Wrestling Entertainment
  - WCW Championship / World Championship (2 ori)
  - World Heavyweight Championship (WWE) (3 ori)
  - Undisputed WWF World Heavyweight Championship (1 data)
  - WWF/E Intercontinental Championship (9 ori)
  - WWF European Championship (1 data)
  - WWF Hardcore Championship (1 data)
  - Centura WWF Undisputed Championship (deținută 1)
  - WWF/E World Tag Team Championship (5 ori) cu Chris Benoit, The Rock, Christian, Edge si Big Show
  - WWE Tag Team Championship (2 ori) cu Edge si Big Show
  - Premiu Slammy pentru Superstarul anului (2008)
  - WWE United States Championship (1 dată, prezent)
  - Triple Crown Champion (9º)
  - Patru campionate Grand Slam
- Wrestle Association "R"
  - WAR International Junior Heavyweight Championship (deținută 1)
  - WAR International Junior Heavyweight Tag Team Championship (deținută 1)
- Wrestling Observer Newsletter
  - Cel mai bun la interviuri (2003, 2008)
  - Conflictul anului (2008) vs. Shawn Michaels
  - Meciul anului (2008) vs. Shawn Michaels într-un meci Ladder la No Mercy pe 5 octombrie.
  - Cel mai subapreciat wrestler (1999, 2000)
  - Wrestlerul preferat al cititorilor (1999)
  - Wrestlerul anului (2008)